# Styrian Bears 2010
Questa voce raccoglie le informazioni riguardanti gli Styrian Bears nelle competizioni ufficiali della stagione 2010.

## Austrian Football Division 2 2010

### Stagione regolare
| 3 aprile 2010 2ª giornata | Amstetten Thunder | 25 – 13 (7-6 6-7 6-0 6-0) | Styrian Bears | (200 spett.) |

| 10 aprile 2010 3ª giornata | Graz Giants 2 | 0 – 20 (0-14 0-0 0-6 0-0) | Styrian Bears | (200 spett.) |

| 24 aprile 2010 5ª giornata | Styrian Bears | 33 – 34 (d.t.s.) (12-7 8-6 7-0 0-14 6-7) | Graz Giants 2 | (150 spett.) |

| 1º maggio 2010 6ª giornata | Styrian Bears | 40 – 0 | Telfs Patriots |  |

| 15 maggio 2010 8ª giornata | Styrian Bears | 47 – 8 | Gmunden Rams |  |

| 5 giugno 2010 11ª giornata | Gmunden Rams | 14 – 61 | Styrian Bears |  |

### Playoff
| 19 giugno 2010 Semifinale | Vienna Knights | 18 – 0 (6-0 12-0 0-0 0-0) | Styrian Bears | (150 spett.) |

### Statistiche di squadra
| Competizione      | %Vittorie | In casa | In casa | In casa | In casa | In casa | In casa | In trasferta | In trasferta | In trasferta | In trasferta | In trasferta | In trasferta | Totale | Totale | Totale | Totale | Totale | Totale |
| Competizione      | %Vittorie | G       | V       | N       | P       | Pf      | Ps      | G            | V            | N            | P            | Pf           | Ps           | G      | V      | N      | P      | Pf     | Ps     |
| ----------------- | --------- | ------- | ------- | ------- | ------- | ------- | ------- | ------------ | ------------ | ------------ | ------------ | ------------ | ------------ | ------ | ------ | ------ | ------ | ------ | ------ |
| Stagione regolare | .667      | 3       | 2       | 0       | 1       | 120     | 42      | 3            | 2            | 0            | 1            | 94           | 39           | 6      | 4      | 0      | 2      | 214    | 81     |
| Playoff           | .000      | 0       | 0       | 0       | 0       | 0       | 0       | 1            | 0            | 0            | 1            | 0            | 18           | 1      | 0      | 0      | 1      | 0      | 18     |
| Totale            | .571      | 3       | 2       | 0       | 1       | 120     | 42      | 4            | 2            | 0            | 2            | 94           | 57           | 7      | 4      | 0      | 3      | 214    | 99     |